# Portão (Curitiba)
Portão é um bairro da cidade brasileira de Curitiba, capital do estado do Paraná.

## Características
Abriga um enorme centro comercial nas proximidades da igreja do Portão, onde localiza-se o colégio Padre João Bagozzi e o Clube Literário. Alguns pontos de referência no bairro são a Igreja do Portão, o Museu de Artes, o colégio Bagozzi, o terminal de ônibus do Portão, além da primeira escola pública do município de Curitiba: Escola Municipal Papa João XXIII.